# 米拉斯双羟基化反应
米拉斯双羟基化反应（Milas dihydroxylation），由尼古拉斯·A·米拉斯在1930年代报道。
紫外光照射或锇、钒、铬氧化物催化下，烯烃被过氧化氢氧化为顺式邻二醇。
此反应在合成中已被厄普约翰双羟基化反应和夏普莱斯不对称双羟基化反应所取代。